# Cesar Kinmei
Cesar Kinmei (欽明天皇 Kinmei-teno, 509-571) je 29. japonski cesar v skladu s tradicionalnim dednim nasledstvom.
Vladal naj bi med leti 539 in 571. Štejemo ga za prvega cesarja, ki mu sodobno zgodovinopisje lahko določi preverljive datume vladanja.

## Tradicionalna zgodba
Njegov dejanski naziv je bil verjetno Sumeramikoto ali Amenošita Širošimesu Okimi (治天下大王, "veliki kralj, ki vlada pod nebesi"), saj se naziv teno pojavi šele v času cesarja Tenmuja in cesarice Džito. Lahko da so ga nazivali z Jamato Okimi (ヤマト大王/大君, "veliki kralj Jamata").

### Dogodki v času Kinmeievega življenja
Zaradi mnogih kronoloških zmešnjav v Nihon Šokiju nekateri verjamejo, da je dejansko vladal kot rival cesarjev Ankana in Senka na drugem dvoru. Glede na tradicijo je zavladal šele po smrti starejšega brata, cesarja Senka.
Po tem viru naj bi cesar Senka umrl leta 539 v starosti 73 let, ko se je nasledstvo preneslo na 3. sina cesarja Keitaia. Svoj dvor je ustanovil v palači Šikišima no Kanazaši v provinci Jamato.
Cesarjevi glavni svetovalci so bili:
- Oomi (veliki cesarski poglavar)ː Soga no Iname no Sukune, tudi Soga no Iname.
- Omuradži (velik božanski poglavar)ː Monotobe Okoši no Muradži, tudi Monotobe no Okoši.
- Omuradži (velik božanski poglavar)ː Otomo Kanamura Maro, tudi Otomo no Kanamura.

Čeprav so cesarski dvor premaknili v regijo pri Asuki šele leta 592, smatrajo njegovo vladavino za začetek obdobja Asuka v Jamato Japonski, predvsem tisti, ki obdobje povezujejo z začetki budizma na Japonskem, ki je prihajal iz kraljestva Baekje.
Po Nihon Šokiju naj bi cesar Kinmei prejel bronast kip Buda kot darilo kralja Paekcheja, Song Myonga (聖明王 Seimei O), pa tudi konvoje obrtnikov, menihov in drugih artefaktov v letu 552. (Po biografiji Džogu Šotoku Hoo Teisecu je budizem prispel že leta 538.) Ta čas smatrajo za začetek budizma na Japonskem.
S prihodom nove vere na dvor se začne spor med klanoma Mononobe, ki podpira čaščenje japonskih božanstev, in klan Soga, ki podpira sprejetje budizma.
Po Nihon Šokiju naj bi cesar vladal do smrti leta 571, pokopali pa so ga v pokopni gomili Hinokuma no Sakai (桧隈坂合陵). Po alternativni teoriji je dejansko pokopan v kofunu Misemarujama (見瀬丸山古墳) v mestu Kašihara (橿原市). Tradicionalno ga častijo v spominskem šintoističnem svetišču (misasagi) v Nari. Cesarska hiša je posvetila to lokacijo kot njegov mavzolej. Uradno se imenuje  Hinokuma no saki Ai no misasagi, a ostaja dejansko nahajališče grobov zgodnjih cesarjev uganka.

## Rodoslovje
Oče cesarja Kinmeia je bil cesar Keitai, mati pa hčerka cesarja Ninkena, princesa Taširaka (手白香皇女 Taširaka Odžo). V času svojega življenja je bil znan kot Amekuni Ošiharaki Kironiva (天国排開広庭).
Kinmei je imel šest cesaric in 25 cesarskih otrok (16 sinov in 9 hčera). Nihongi tudi poroča o šetsih ženah, medtem ko Kodžiki enači tretjo in šesto. Prve tri žene so bile nečakinje po polbratu Senku, dve drugi sta bili sestri, hčerki omija Soga no Inameia.
- Princesa Iši-Hime (ali Iva-hime), hčerka cesarja Senka z njegovo cesarico Tačibana no Nakacu; cesarica postane leta 540; Velika cesarica leta 572; 3 cesarski otroci:
  - Cesarski princ Jata no Tamakacu no Oe (najstarejši sin)
  - Cesarski princ Nunakura Futotama-Šiki (cesar Bidacu); rojen 538 (drugi sin)
  - Cesarska princesa Kasanuj (tudi princesa Satake)
- Princesa Kura Vajaka-Hime, hčerka cesarja Senka z njegovo cesarico Tačibana no Nakacu; drugi družica; en cesarski princ:
  - Cesarski princ Iso no Kami, rojen 539/540
- Princesa Hikage, hčerka cesarja Senka, verjetno po priležnici; tretji družica; en cesarski princ:
  - Cesarski princ Kura (princ Soga no Kura)
- Soga no Kitašihime, hčerka Soga no Inameia; četrta družica; umrla pred 612; 13 cesarskih otrok:
  - Cesarski princ Oe ali Ikebe (cesar Jomei); rojen 540 (četrti sin)
  - Cesarska princesa Ihane-hime ali Ihakumo, devica Ise; morala je odstopiti zaradi obsodb spletkarjenja s polbratom, cesarskim princem Mubaragijem
  - Cesarski princ Atori
  - Cesarska princesa Nukatabe (cesarica Suiko), rojena leta 553, umrla 626
  - Cesarski princ Maroko
  - Cesarska princesa Ohojake
  - Cesarski princ Iso no Kami (Imigako)
  - Cesarski princ Jamaširo
  - Cesarska princesa Ohotomo ali Ohomata; rojena okoli 560; poročena z nečakom, princem Ošisako no Hikohito no Oeiem, sinom cesarja Bidacuja
  - Cesarski princ Sakuravi
  - Cesarska princesa Katano
  - Cesarski princ Tačibana Moto no Vakugo
  - Cesarska princesa Toneri, rojena okoli 565; umrla 603; poročena s svojim nečakom princem Tame Tojorom, sinom cesarja Jomeai
- Soga no Oane hime, hčerka Soga no Inameia; peta družica; 5 cesarskih otrok:
  - Cesarski princ Mubaragi
  - Cesarski princ Kacuraki
  - Cesarska princesa Hasecukabe no Anahobe no Hašihito, rojena okoli 560; umrla 621; poročena (A) s polbratom cesarjem Jomeiem; poročena (B) z nečakom in pastorjem princem Tame Tojorijem, sinom cesarja Jomeia
  - Cesarski princ Amacukabe Anahobe (princ Sume-Irodo), ubit leta 587
  - Cesarski princ Hacusebe (cesar Sušun)
- Nukako no Iracume, hčerka Kasuga no Hifuri no Omi; šesta družica; dva cesarska otroka:
  - Cesarska princesa Kasuga no Jamada no Iracume
  - Cesarski princ Tačibana no Maro